# 엔비디아 테슬라

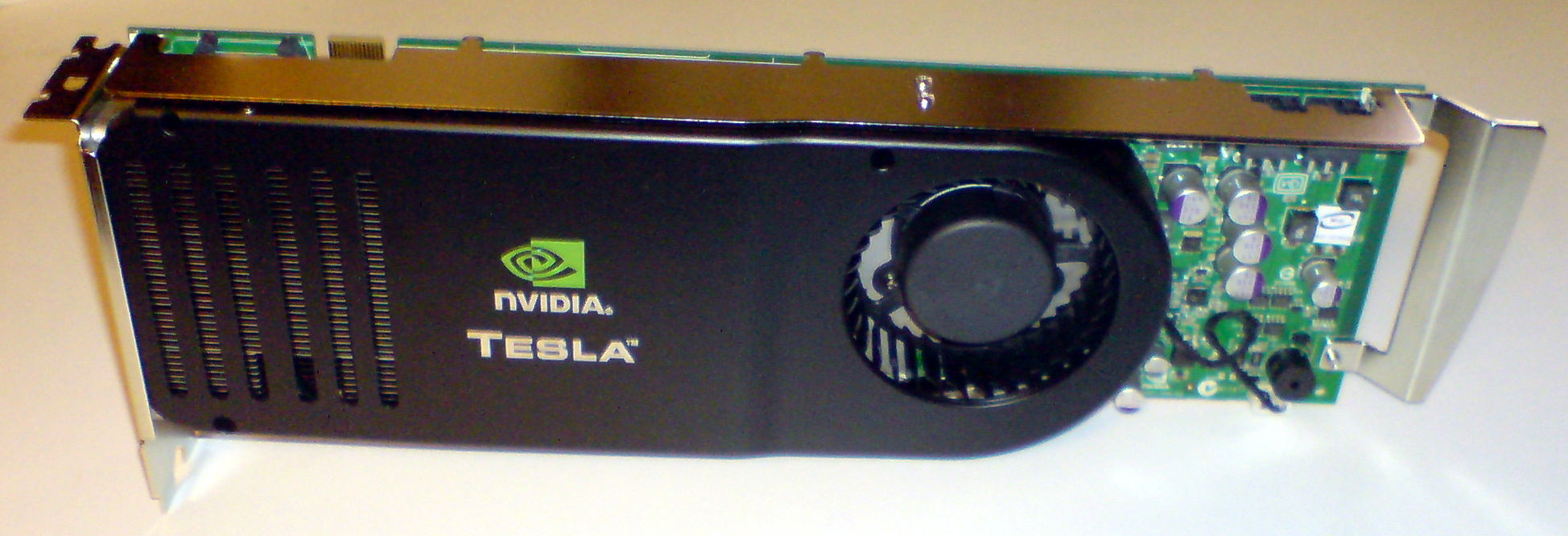
엔비디아 테슬라 그래픽 카드

엔비디아 테슬라(Nvidia Tesla)는 엔비디아의 세 번째 GPU이다. G80 이상과 쿼드로 라인업을 위한 고급형 GPU에 기반을 둔다. 테슬라는 엔비디아가 처음으로 개발한 전용 GPGPU이다. "테슬라"라는 이름은 발명가 니콜라 테슬라에서 가져온 것이다.

## 개요
최근의 마이크로프로세서에 견주어 계산 전력(플롭스로 측정)이 매우 높아서 테슬라 제품들은 고성능 컴퓨팅을 위하여 개발되었다. 영상을 디스플레이로 출력하는 기능이 부족한 것이 테슬라 제품과 흔히 쓰이는 그래픽 카드와의 주된 차이점이다. 테슬라 제품들의 주된 기능은 시뮬레이션, 대규모 계산 (특히 부동소수점 계산), 전문 및 과학 분야의 영상물 생산을 CUDA를 이용하여 보조하는 것이다.

## 규격 및 구성
규격 및 구성은 다음과 같다.
| 구성                        | 모델  | GPU의 수 | 코어 클럭 (각 단위 MHz) | 셰이더                 | 셰이더             | 메모리            | 메모리    | 메모리                   | 메모리          | 메모리     | 처리 전력 (기가플롭스, 전체)                | 계산 능력5 | 폼 팩터 및 기능                                  |
| 구성                        | 모델  | GPU의 수 | 코어 클럭 (각 단위 MHz) | 스레드 프로세서 (전체) | 클럭 (각 단위 MHz) | 최대 대역 (GB/초) | 버스 유형 | 버스 너비 (비트, 각 GPU) | 전체 크기 (MiB) | 클럭 (MHz) | 처리 전력 (기가플롭스, 전체)                | 계산 능력5 | 폼 팩터 및 기능                                  |
| --------------------------- | ----- | -------- | ----------------------- | ---------------------- | ------------------ | ----------------- | --------- | ------------------------ | --------------- | ---------- | ------------------------------------------- | ---------- | ------------------------------------------------ |
| GPU 컴퓨팅 프로세서1        | C870  | 1        | 600                     | 128                    | 1350               | 77                | GDDR3     | 384                      | 1536            | 1600       | 519                                         | 1.0        | 완전한 크기의 그래픽 카드                        |
| 데스크사이드 슈퍼컴퓨터1    | D870  | 2        | 600                     | 2 x 128 (256)          | 1350               | 154               | GDDR3     | 384                      | 3072            | 1600       | 1037                                        | 1.0        | 데스크사이드 시스템 / 랙 유닛                    |
| GPU 컴퓨팅 서버1            | S870  | 4        | 600                     | 4 x 128 (512)          | 1350               | 307               | GDDR3     | 384                      | 6144            | 1600       | 2074                                        | 1.0        | 1U 랙                                            |
| C1060 컴퓨팅 프로세서 2     | C1060 | 1        | 602                     | 240                    | 1300               | 102               | GDDR3     | 512                      | 4096            | 1600       | 933 단일 정밀도 (SP) 78 이중 정밀도 (DP)    | 1.3        | 완전한 크기의 그래픽 카드 IEEE 754-2008 기능     |
| S1070 1U GPU 컴퓨팅 서버4,5 | S1070 | 4        | 602                     | 4 x 240 (960)          | 1500               | 410               | GDDR3     | 512                      | 16384           | 1600       | 4140 단일 정밀도 (SP) 345 이중 정밀도 (DP)  | 1.3        | 1U 랙 IEEE 754-2008 기능                         |
| C2050 GPU 컴퓨팅 프로세서 3 | C2050 | 1        |                         | 512                    |                    |                   | GDDR5     | 384                      | 3072            |            | 1040 단일 정밀도 (SP) 520 이중 정밀도 (DP)  |            | 완전한 크기의 그래픽 카드 IEEE 754-2008 FMA 기능 |
| C2070 GPU 컴퓨팅 프로세서 3 | C2070 | 1        |                         | 512                    |                    |                   | GDDR5     | 384                      | 6144            |            | 1260 단일 정밀도 (SP) 630 이중 정밀도 (DP)  |            | 완전한 크기의 그래픽 카드 IEEE 754-2008 FMA 기능 |
| S2050 1U GPU 컴퓨팅 시스템  | S2050 | 4        |                         | 4 x 512 (2048)         |                    |                   | GDDR5     | 384                      | 12288           |            | ???? 단일 정밀도 (SP) 2100 이중 정밀도 (DP) |            | 1U 랙 IEEE 754-2008 FMA 기능                     |
| S2070 1U GPU 컴퓨팅 시스템  | S2070 | 4        |                         | 4 x 512 (2048)         |                    |                   | GDDR5     | 384                      | 24576           |            | ???? 단일 정밀도 (SP) 2500 이중 정밀도 (DP) |            | 1U 랙 IEEE 754-2008 FMA 기능                     |

참고
- 1 엔비디아에서 지정하지 않은 규격은 지포스 8800GTX로 추측한다.
- 2 엔비디아에서 지정하지 않은 규격은 지포스 GTX 285로 추측한다.
- 3 엔비디아에서 지정하지 않은 규격은 지포스 300으로 추측한다.
- 4 호스트 시스템/서버는 PCI 익스프레스 카드에 의해 1U GPU 컴퓨팅 서버에 연결할 것을 요구 받는다 (엔비디아 쿼드로 플렉스와 설정 방법이 비슷함)
- 5 쿠다 프로그래밍 안내에 따른 코어 아키텍처 버전.
- 테슬라의 기본 규격의 경우 GPU 컴퓨팅 프로세서 규격을 참조하라.
- 8 GPU 버전의 테슬라 S870은 추후 출시로 계획되어 있음.
- 성능 값은 특별한 말이 없으면 단일 정밀값이다.

## 같이 보기
- 쿠다
- GPGPU
- 오픈CL
- 스트림 프로세싱